# Camilla Bossi
Camilla Bossi (* 16. Mai 2003) ist eine brasilianische Tennisspielerin.

## Karriere
Bossi spielt hauptsächlich auf der ITF Women’s World Tennis Tour, wo sie bislang zwei Titel im Doppel gewann.

## Turniersiege

### Doppel
| Nr. | Datum            | Turnier | Kategorie | Belag | Partnerin      | Finalgegnerinnen                | Ergebnis          |
| --- | ---------------- | ------- | --------- | ----- | -------------- | ------------------------------- | ----------------- |
| 1.  | 20. Juli 2024    | Krško   | ITF W15   | Sand  | Emma Slavíková | Ivana Šebestová Linda Ševčíková | 6:3, 2:6, [12:10] |
| 2.  | 2. November 2024 | Luque   | ITF W15   | Sand  | Ana Candiotto  | Luciana Moyano Camila Romero    | 6:4, 5:7, [10:7]  |